# ロイヤル・オードナンス L7

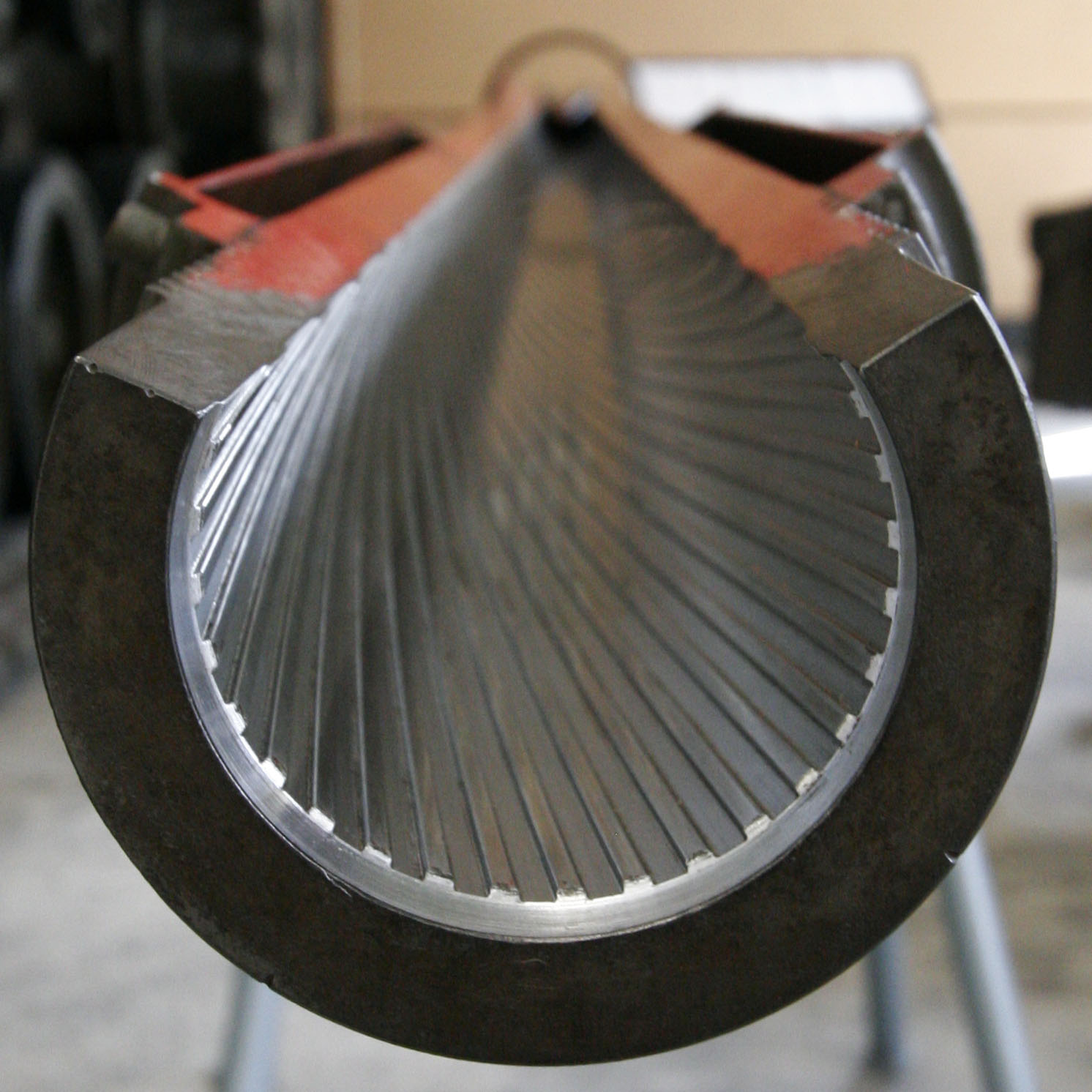
L7 砲口部より
展示用のカットモデル

ロイヤル・オードナンス L7（Royal Ordnance L7）は、イギリスで開発された105mm戦車砲である。ロイヤル・オードナンス（Royal Ordnance Factories）で開発され、第二次世界大戦後第二世代主力戦車の主砲として世界的に広く採用された。

## 概要
L7は、戦後（冷戦時代）第一世代戦車であるセンチュリオンが搭載していたオードナンス QF 20ポンド砲の後継としてイギリスのロイヤル・オードナンスにおいて、1950年代に開発された。
戦後世代のイギリス戦車の武装としてだけではなく、いわゆる「西側諸国」のほとんどの第二世代主力戦車（Main Battle Tank）の主砲としても採用され、冷戦の期間中に開発された戦闘車両の標準的な主砲として、また、旧式戦車の戦闘力増強のためのレトロフィットとして使用された。手動装填砲のみならず、自動装填装置と組み合わせても用いられ、スウェーデン陸軍のStrv.103や、アメリカ陸軍の装輪装甲車であるストライカー装甲車をベースにした機動砲システム（ストライカーMGS）の主武装としても採用されている。

## 歴史
L7は、1950年代当時のワルシャワ条約機構軍の戦車（IS-3とT-54）、および将来登場するであろう新戦車を撃破することが不可能と判断された20ポンド砲を置き換えるために開発が開始され、20ポンド砲の砲塔に搭載可能なように設計された。このため、センチュリオンは最小の改修によって火力の増強が可能となり、短時間かつ低価格でアップグレードすることが可能となった。これは、センチュリオンの支援を目的に配備されたコンカラー重戦車の存在意義を奪う一因となった。
1956年のハンガリー動乱におけるT-54の出現は、L7開発を促進させる一因となった。完成したL7は、1959年よりセンチュリオンに搭載され各種試験が行われた。同年中にL7の試験は終了した。
L7を最初に採用した戦車は、当初の計画の通り改修により主砲を換装したセンチュリオン Mk.5/2であった。その後にL7はイギリス以外の多くの国で、新型戦車の主砲として採用された。代表的な例としては、西ドイツ（当時）のレオパルト1シリーズ（新たにL7A3が開発された）、日本の74式戦車（日本製鋼所でライセンス生産された）、スウェーデンのStrv.103（より長い砲身と自動装填装置を持つL74が開発された）、アメリカのM60戦車シリーズ、イスラエルのメルカバおよび韓国のK1戦車（88式戦車）である。
さらにいくつかの国では、L7が開発される前に開発されたいくつかの戦車（アメリカのM47パットンやM48パットン、ソ連のT-54/55など）についても、火力強化を目的に主砲をL7に換装した型式がある。
イタリアのオート・メラーラやフランスのGIATは、105mm口径の戦車砲を独自に開発しており、イタリアやフランスの戦闘車両に採用されているが、L7が広く成功した結果、これらの砲ではL7系列の砲弾（105×617mmR弾）が共通で使用できる設計となっている。
ロイヤル・オードナンスは、後継としてロイヤル・オードナンス L11 120㎜ライフル戦車砲を開発したが、これはイギリスのチーフテン及びチャレンジャー1にしか採用されず、L7ほどの普及には至らなかった。成型炸薬弾（HEAT）や装弾筒付翼安定徹甲弾（APFSDS）など新世代の対戦車弾ではライフル砲は弾頭が過回転になるきらいがあり、第3世代以後の主力戦車では滑腔砲が主流となっている。
しかし冷戦後近年比重が増大した非対称戦下での歩兵支援など通常榴弾の使用機会が多いシチュエーションで105mm砲にはなお需要があり、L7やその弾薬と互換性を持つ砲を搭載するMPF軽戦車グリフィンⅡや16式機動戦闘車などの新型車両の開発がなおも続いている。

## 構造
砲口直径105mm、口径長51のライフル砲であり、薬莢を使用する莢砲である。閉鎖機構には水平鎖栓式が採用されている。後座長は約29cmで、後座し終わると空薬莢を自動的に排出する。
砲身の中ほどに排煙器が取り付けられているが、これはそれまでの砲口排煙器などに取って代わるもので、L7を特徴付ける機器となっている。

## 諸元・性能
諸元
- 種別: 後装式ライフル砲
- 口径: 105mm
- 砲身長: 51口径長
- 砲身構造: 単肉自己緊縮砲身
- ライフリング: 28条右回り（18口径/1回転）
- 重量: 1,282キログラム (2,826 lb)
- 全長: 5.89メートル (19.3 ft)

作動機構
- 砲尾: 水平鎖栓式閉鎖機
※M68は垂直鎖栓式
- 反動: 油圧緩衝器（後座長 290mm）
- 砲架: 車載砲

性能
- 薬室圧力: 511 MPa (74,100 psi)
※L64A4 APFSDS-T弾使用時
- 初速: 1,490m/s
※L64A4 APFSDS-T弾使用時
- 発射速度: 10発/分（最大）

砲弾・装薬
- 弾薬: 完全弾薬筒; STANAG 4458（105x607mmR ないし 105x617mmR）
- 砲弾: 下記のような各弾種

- 装弾筒付翼安定徹甲弾（APFSDS）
- 装弾筒付徹甲弾（APDS）
- 対人曳光弾（APERS-T、Anti-personnel-tracer）
- 榴弾（HE）
- 対戦車榴弾（HEAT）
- 粘着榴弾（HESH）
- 白燐焼夷弾（WP）
- 空包（Blank）
- 演習弾（TP）
- 装弾筒付演習弾（TPDS）
- キャニスター弾

## 派生型
L7A1
イギリスにおける標準量産型。
L7A3
西ドイツ（当時）のレオパルト1戦車用に開発された。俯角を取る際に閉鎖機上部の角が砲塔の上部に当たらないように改設計されている。
LRF
L7A3を元に開発された低反動砲。LRFは、Low-Recoil Forceのアクロニムである。1982年-1983年にかけて、ロイヤル・オードナンス社がプライベート・ベンチャーとして開発した。
現在、アメリカ合衆国のキャデラック・ゲージ社が輸出用として開発したスティングレイ軽戦車のみが採用している。
L74
スウェーデンのStrv.103戦車用で、62口径長（6.51m）の砲身と自動装填装置を持つ。
M68
アメリカのM60パットン戦車用に開発された。垂直鎖栓式の丸い閉鎖機と、オリジナルのL7とは設計の異なる排煙器を採用している。
M68A1E2
M1エイブラムス戦車用。
M68A2(M68A1E4)
ストライカーMGSに搭載されており、主に火力支援に使用される。駐退機の改良による反動の低減、自動装填装置に対応するため砲尾部を上下反転させる等の改修がなされている。
79式/81式/83式
中国がイギリスからライセンス生産権を購入し、製造したもの。

### 互換性がある砲
M35 105mm戦車砲
アメリカ、M8 AGS軽戦車の主砲として開発された軽量低反動105mm砲。自動装填装置も併せて開発されている。AGSの計画中止でお蔵入りとなっていたが、MPF計画で開発されたM10ブッカー（グリフィンⅡ）で再び採用された。
16式機動戦闘車
日本国産。砲単体の形式は不詳だが多孔型マズルブレーキがつき、砲身長も52口径と若干増している。
LTA2（Rh-105）
ドイツ、ラインメタル製。アルゼンチンのTAM中戦車に採用。
CN 105 F1
フランス製。AMX-30戦車に採用。L7よりライフリング旋転度が緩い。
IMI 120mm戦車砲
イスラエル製、第3世代標準の120mm滑腔砲だが、小型軽量化が図られL7用砲塔に架装可能。

## 採用国
L7とその派生型は、以下の戦車に搭載されている。
 アメリカ合衆国
- M48A5
- M60A1/A3
- M1/M1IP
- スティングレイ軽戦車
- M8 AGS
- M1128 ストライカーMGS

 アルゼンチン
- TAM

 イギリス
- センチュリオン[注 2]
- ビッカースMBT

 イスラエル
- ショット
- マガフ 3/5
- Tiran-4/5
- メルカバ Mk.I,Mk.II

 イラン
- サバラン[注 3]
- 72Z式/サフィール74

 インド
- ビジャンタ[注 4]

 エジプト
- ラムセス2世戦車

 スイス
- Pz-61
- Pz 68

 スウェーデン
- Stridsvagn 101
- Stridsvagn 103

 スペイン
- M47E2
- M48A5E/E1/E2

 スロベニア
- M-55S1

 トルコ
- M48A5T1

 西ドイツ
- M48A2GA2
- レオパルト1

 日本
- 74式戦車

 ブラジル
- EE-T1 オゾーリオ

 韓国
- M48A5K1
- K1

 中華民国（台湾）
- CM11
- CM12
- CM32(機動砲型)

 中国
- 59-II式/IIA式/D式
- 79式戦車
- 80式戦車
- 88式戦車
- 85式戦車
- 15式軽戦車（VT-5）
- 11式105mm装輪突撃車
- 05式水陸両用戦車（VN-16）

 南アフリカ共和国
- オリファント Mk.1A/B

 パキスタン
- T-59M11